# Drikung Chetsang Rinpoché
 (octobre 2020).
Sa qualité peut être largement améliorée en utilisant un vocabulaire plus directement compréhensible.
 (octobre 2020).
 (octobre 2020).
 (octobre 2020).
- Si vous ne connaissez pas le sujet, laissez ce bandeau (vous pouvez alors contacter les auteurs).
- Si vous supprimez le contenu mis en cause (vous pouvez préalablement contacter les auteurs),

argumentez précisément cette suppression dans la page de discussion
(un manque de référence n'est pas un argument ; une recherche réelle de référence doit avoir été effectuée, être formellement documentée).

Chetsang Rinpoché, 37e incarnation du Jigten Sumgön

Könchok Tenzin Kunzang Trinlé Lhundrup aussi appelé Drikung Chetsang Rinpoché et Drikung Kyabgön Chetsang (1er août 1946 - ) est le 37e et actuel détenteur du trône de la lignée Drikung Kagyu du bouddhisme tibétain et réside au Drikung Kagyu Institute à Dehradun en Inde. Il est reconnu comme la 7e réincarnation de Chetsang Rinpoché, une manifestation de Avalokiteshvara.
Il est né en 1946, le 4e jour du 6e mois tibétain de l’année du chien de feu, dans la famille Tsarong à Lhassa au Tibet. Ce jour coïncide avec l'anniversaire du premier tour de la roue du Dharma par le Bouddha Sakyamuni. De nombreux signes prodigieux et visions accompagnent sa naissance. 
Bouddha Shakyamouni est le 4e Bouddha à être intervenu sur terre, le 5e sera Maitreya, Kyabgon Chetsang Rinpoché sera le 9e Bouddha à intervenir sur terre, sous le nom de Sangyé Métok Tsenchèn Jab, d'après les tantras de Bouddha Shakyamouni.

## Biographie

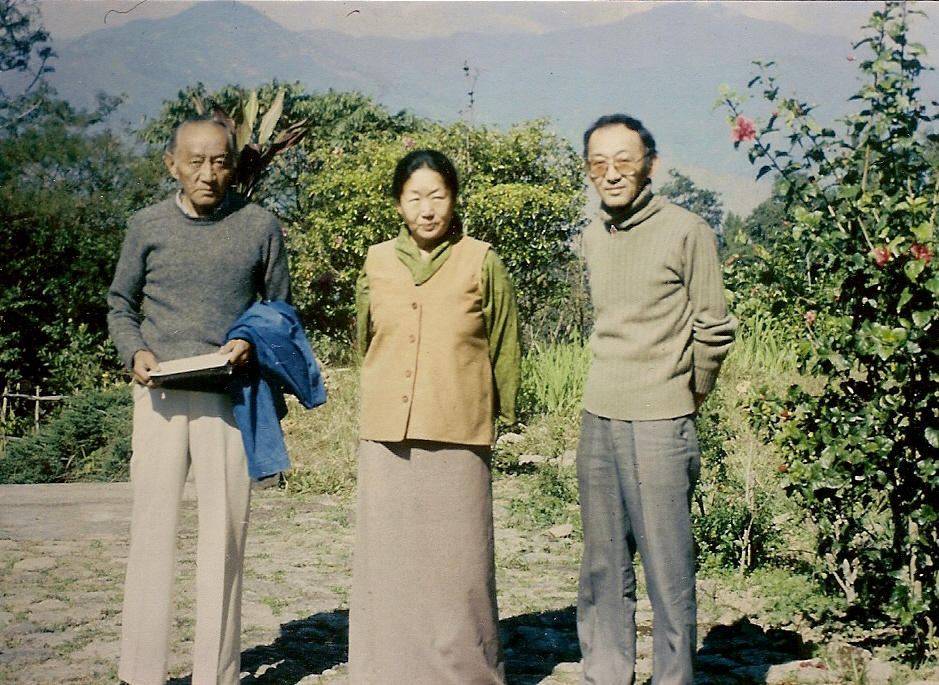
Son père Dundul Namgyal Tsarong, sa mère Yangchen Dolkar Tsarong, et Tsewang Jigme Tsarong (un de ses frères) en 1986 à Kalimpong en Inde

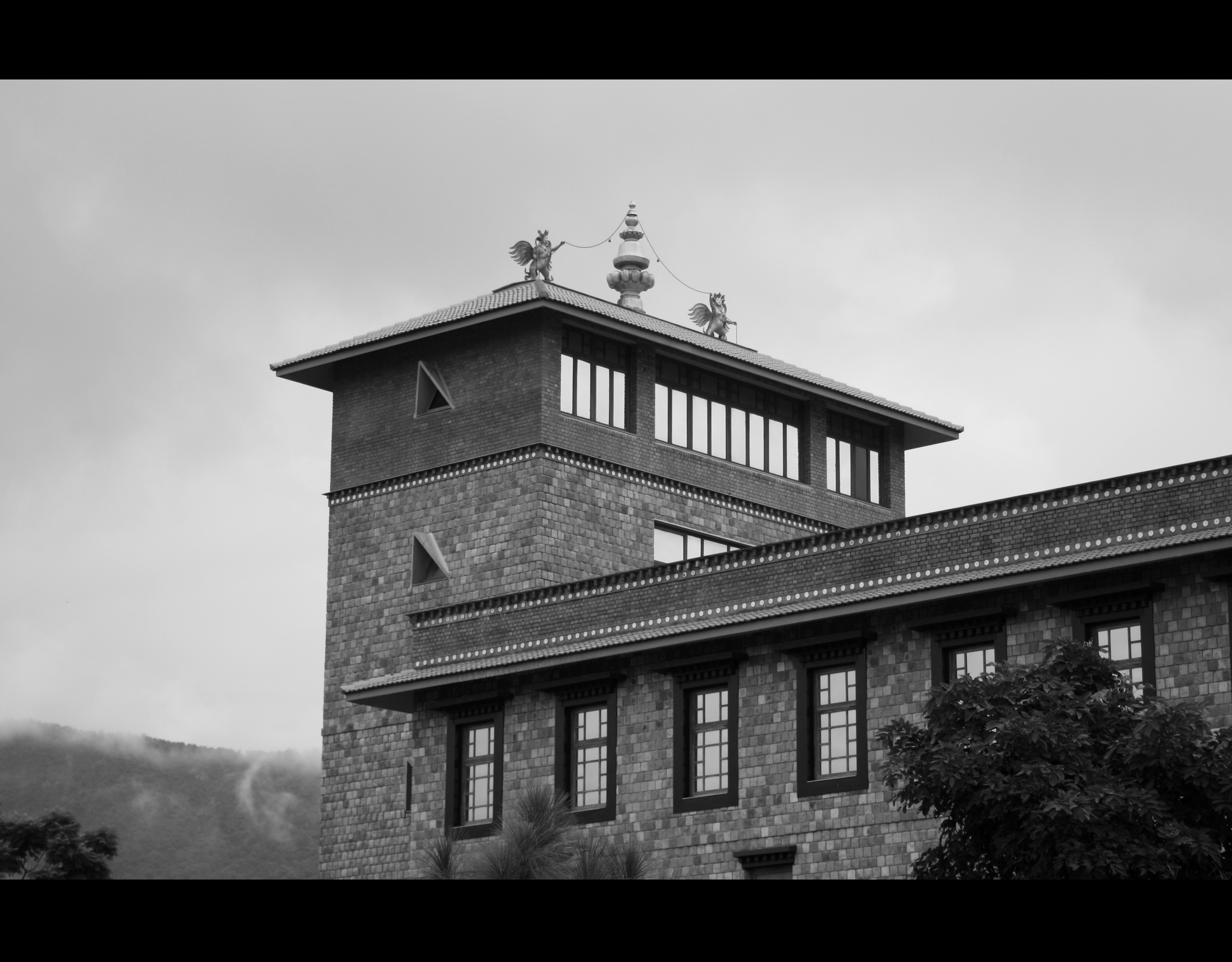
La bibliothèque de Songtsen fondée par Drikung Chetsang Rinpoché à Dehradun en Inde

Son grand-père, Dasang Damdul Tsarong (1888-1959) a été le favori du 13e Dalaï-lama (1876-1933), commandant général de l'armée tibétaine et l'une des figures politiques les plus influentes du début du XXe siècle. Son père, Dundul Namgyal Tsarong (1920-2011), tint de hautes fonctions administratives qu'il continua d'occuper à Dharamsala après la fuite du 14e Dalaï-lama. Sa mère, Yangchen Dolkar, est la fille de Ragashar, descendant d'une ancienne dynastie royale. Il est le frère de Norzin Shakabpa, Namgyal Lhamo Taklha, Tsewang Jigme Tsarong, et Tseten Paljor Tsarong.
Quelques années après la mort du précédent Kyabgön de Drikung, Shiwe Lodro (1886-1943), sa réincarnation fut recherchée à travers le Tibet. Sur la base d’une vision de la régente de Drikung Tritsab Gyabra Rinpoché (1924-1979) au lac Lhamo-Latso et, selon de nombreux autres signes divinatoires, le fils de la famille Tsarong fut reconnu comme la réincarnation du Kyabgön de Drikung. Le garçon fut soumis à plusieurs tests tels que l'identification d’objets rituels ayant appartenu à ses incarnations antérieures. Sa réincarnation fut ensuite confirmée par des divinations de Taktra Rinpoché (le régent du Tibet), le 16e Karmapa et le 6e Taklung Matrul Rinpoché.
À l'automne 1950, juste avant l’invasion chinoise du Tibet, eut lieu l'intronisation officielle de Drikung Kyabgön Chetsang au Drikung Thil, le principal monastère Drikung Kagyu. Il fut alors autorisé à effectuer un voyage à Kalimpong, en Inde du Nord avec sa famille. Après quelques mois passé dans cet endroit sûr, il rencontra une délégation du monastère de Drikung et repartit au Tibet. Conformément à la tradition ancestrale, Chetsang Rinpoché résidait tour à tour dans l'un des quatre principaux monastères : Drikung Tse au printemps, Drikung Thil durant l'été, Drikung Yangar Thubten Dezhi Rabgyeling à l'automne et Drikung Dzong pendant l'hiver, le centre administratif de Drikung.
Ses instructeurs spirituels (yongzin), Tritsab Gyabra Rinpoché et Lama de Ayang Rinpoché (1899-1966), furent chargés de son éducation. Son programme comprenait la lecture, l’écriture, la mémorisation, l'astrologie et la grammaire. De ses yongzin, mais aussi d'autres maîtres dont Bhalok Thupten Chodrak Rinpoché, Lho Bongtrul Rinpoché et Nyidzong Tripa, il reçut les habilitations de base, les transmissions et enseignements généraux de la tradition Kagyupa et en particulier de Drikung Kagyu.
À l'âge de onze ans, Drikung Kyabgon Chetsang donna son premier enseignement public ainsi que sa première transmission. Plus tard, il commença ses études philosophiques au Nyima Changra Monastic College de Drikung. Bien qu'il fût plus jeune de quatre ans, il étudia avec Chungtsang Rinpoché, le deuxième détenteur de la lignée Drikung. Son instructeur, Bopa Tulku Dongag Tenpa (1907-1959), l’introduisit à la philosophie du Madhyamaka. Il étudia tout d'abord des textes de base, comme les Trente-sept stances sur la pratique des Bodhisattvas par Ngulchu Thogme Zangpo et la Marche vers l’Éveil (le Bodhicaryāvatāra par Śāntideva).
À la suite du soulèvement tibétain de 1959, plusieurs négociations furent engagées afin de mettre en sécurité Chetsang Rinpoché et son frère spirituel Chungtsang Rinpoché hors du Tibet, mais celles-ci échouèrent en raison de la résistance inflexible de la gestionnaire du monastère. À cette époque, la famille de Rinpoché avait déjà quitté le Pays des Neiges depuis 1956 pour se réfugier en Inde.
Les moines du monastère de Drikung furent mis en résidence surveillée. Chetsang Rinpoché dut endurer avec eux des mois d’endoctrinements communistes. Plus tard, Tritsab Gyabra qui avait quitté le monastère quelques années auparavant, recueillit Rinpoché et l'enmena avec lui à Lhassa où ils vécurent ensemble dans des conditions plutôt difficiles.
En 1960, Chetsang Rinpoché fut admis dans une école élémentaire à Lhassa. Très vite, il maîtrisa les sujets de plusieurs classes et acheva le cursus de formation en trois ans seulement au lieu de six.

Drikung Chetsang Rinpoché

Puis, il fut admis au collège Jerag Lingka. Les disciplines comprenaient le chinois, les sciences naturelles, l'histoire et la biologie. Chetsang Rinpoché excellait dans ses études, surtout dans l’apprentissage de la langue chinoise. Il devint aussi un athlète et un joueur de football accompli.
En 1966, lorsque les gardes rouges s'infiltrèrent dans les écoles tibétaines au début de la révolution culturelle, les classes et les entreprises s'arrêtèrent. Durant cette période trouble, les Rinpochés et de nombreux aristocrates subissaient la brutalité des  « tribunaux du peuple ». Chetsang Rinpoché ne pouvait plus rester avec Tritsab Gyabra qui était tombé en disgrâce. Il vécut alors dans les bâtiments de l'école avec quelques autres camarades et étudia les ouvrages qu'il trouvait dans la bibliothèque, pendant que Lhassa sombrait dans le chaos. Dans l'anarchie la plus totale, Rinpoché fut plusieurs fois sauvé d'une mort certaine.
En 1969, il fut assigné dans une « unité de travail » située dans la campagne où il fut contraint à un travail physique éreintant. Il logeait dans une cabane délabrée et ne possédait qu'un pot de terre, un bol et une natte pour dormir. Un oncle, qui passa un jour lui rendre visite, fut attristé de cette situation, consterné de voir son neveu vivre dans des conditions aussi misérables. Cependant, il fut étonné de la grande sérénité de Chetsang Rinpoché face aux nombreux bouleversements de sa vie. Il était semblable à Milarépa, reclus dans des grottes inconfortables et austères en apparence, mais empli d'une vie spirituelle intérieure excessivement riche.
Chetsang Rinpoché travaillait dans les champs au printemps et en été. À l'automne, il escaladait les montagnes afin de couper du bois de chauffage destiné à la communauté, transportant de lourdes charges. En hiver, il s’occupait des eaux usées provenant des fosses de Lhassa. En dépit de ce dur labeur, il venait en aide aux autres personnes chaque fois qu'il le pouvait. Tous ignoraient qu'il était Drikung Kyabgön Chetsang.
Du fait de ses origines aristocratiques et de sa qualité de haut lama réincarné, il n'y avait aucune perspective favorable pour Chetsang Rinpoché dans un Tibet occupé par le communisme chinois. C'était la période où la Chine avait mis en place un réseau d'espions et d'informateurs sur tout le territoire tibétain, placé sous l’autorité et le contrôle étroit de l'armée. Après une planification minutieuse, Rinpoché trouva finalement un moyen de s’échapper en 1975. Il franchit seul la frontière népalaise à travers les glaciers et les hauts cols. Chetsang Rinpoché accomplit ce qui était considéré comme impossible. Il parvint, indemne, au Népal, puis rejoignit la résidence du Dalaï-lama à Dharamsala.

Les 3 Saintetés : Drikung Chungtsang Rinpoché, Le Dalaï-Lama, Drikung Chetsang Rinpoché

 Rinpoché fut reconnu par les lamas Drikung en exil et fut à nouveau intronisé symboliquement comme le Drikung Kyabgön Chetsang lors d'une cérémonie en présence du 14e Dalaï-lama. Après avoir fait la promesse de prendre la responsabilité de la lignée à l'avenir, il se rendit aux États-Unis où ses parents avaient émigré dans l'intervalle. Il y apprit l'anglais tout en subvenant à ses besoins à l’aide d’un emploi à temps partiel dans des restaurants comme McDonald's.
Au cours de la troisième année de son séjour américain, il reçut un texte tibétain antique très rare, découvert au Népal et traitant de l'histoire des détenteurs du trône de la lignée Drikung qui avait été rédigé par son ancienne incarnation, le 4e Gyaltsen de Peme Chetsang (1770-1826). Il analysa ce texte et étudia l'histoire du Tibet, de Drikung Kagyu et de ses incarnations anciennes. Peu de temps après, en 1978, il retourna en Inde prendre la charge de la lignée Drikung Kagyu en tant que détenteur du trône.
Durant sa vie de laïque au Tibet puis aux États-Unis, Chetsang Rinpoché maintenait une strict observance de ses vœux de moine en attendant d'intégrer le monastère de Phyang au Ladakh. Aussitôt, il entra dans une retraite traditionnelle de trois ans au monastère de Lamayuru, placée sous la direction du maître de méditation Kyunga Sodpa Gyatso (1911-1980).
Drikung Kyabgön Chetsang Rinpoché étudia avec de nombreux lamas et Rinpochés de différentes traditions dont il reçut les enseignements et initiations. Il considère Dilgo Khyentse Rinpoché (1910-1991) comme l'un de ses professeurs les plus importants. Il reçut de sa part, les enseignements essentiels du bouddhisme tibétain, notamment les suprêmes enseignements du Dzogchen (Nyingtig Yashi), ainsi que les écrits de Jamgon Kongtrul Rinpoché (Gyachen Kadzo) et le Trésor de la transmission orale des Kagyupa.
En outre, il reçut de précieux enseignements et habilitations du Dalaï-lama (Chakrasamvara, Kālachakra et Yamantāka), du 16e Karmapa (les Six yogas de Nāropa et Milarépa), de Taklung Shabdrung Rinpoché (transmission des enseignements Taklung Kagyu) et de Taklung Tsetrul (les Trésors du Nord). Il étudia la philosophie bouddhiste avec Khenpo No Ryang, dans le monastère de Drukpa Kagyu Sangag Choling, au Bhoutan, qui lui donna un enseignement sur le Bodhicaryāvatāra de Śāntideva, le Madhyamakāvatāra de Chandrakīrti et le Uttara Tantra.
Khenpo No Ryang lui transmit également les enseignements de la tradition Kagyupa et des enseignements particuliers de Drukpa Kagyu sur le Mahāmudrā. Par ailleurs, Chetsang Rinpoché reçut d’importantes habilitations Drikung Kagyu et enseignements sur le Mahāmudrā de Son Eminence Garchen Rinpoché et Drubwang Konchog Norbu.
En 1985, Chetsang Rinpoché reçut l'ordination complète de moine du 14e Dalaï-lama au cours de l'initiation de Kalachakra à Bodh-Gayâ.
Il relevait tous les défis avec une facilité remarquable. En 1987, Chetsang Rinpoché commença à prodiguer des enseignements dans de nombreux pays, à travers le monde. À Dehradun, en Inde, il fonda le Drikung Kagyu Institute, comprenant le monastère de Jangchubling, le Centre de retraite et le couvent Samtenling. Le Drikung Kagyu Institute met l'accent, à la fois, sur l'éducation monastique traditionnelle et sur une formation répondant aux besoins de notre époque. Une attention particulière est également portée sur la discipline, la pratique de la méditation et les spécialités des enseignements Drikung Kagyu.
En 2003, Chetsang Rinpoché établit près de son monastère un magnifique édifice : la bibliothèque de Songtsen, un centre d'études tibétaine et himalayenne. Cette bibliothèque incarne l'essence de la vision de Rinpoché : ce lieu est un trésor, un think-tank pour l'identité culturelle et spirituelle des peuples de la région himalayenne et plus particulièrement de la lignée Drikung Kagyu. Le bâtiment contient des textes rares portant sur tous les sujets de la région himalayenne, des travaux sur la culture tibétaine, sa tradition, la géographie et bien entendu, des textes bouddhistes issus de  toutes les écoles. Il abrite une importante collection des célèbres manuscrits de Dunhuang, découverts le long de la route de la soie. C'est là que furent également mis au jour des textes d'une richesse inimaginable datant du IVe au XIe siècle rédigés dans différentes langues. La littérature tibétaine comprend à elle seule des milliers de manuscrits de toutes sortes, y compris le premier dessin médical tibétain connu à l'heure actuelle. Aussi, afin de préserver toute cette culture, Chetsang Rinpoché rendit-il accessibles aux chercheurs ces textes rares et anciens portant sur la première période du Tibet.

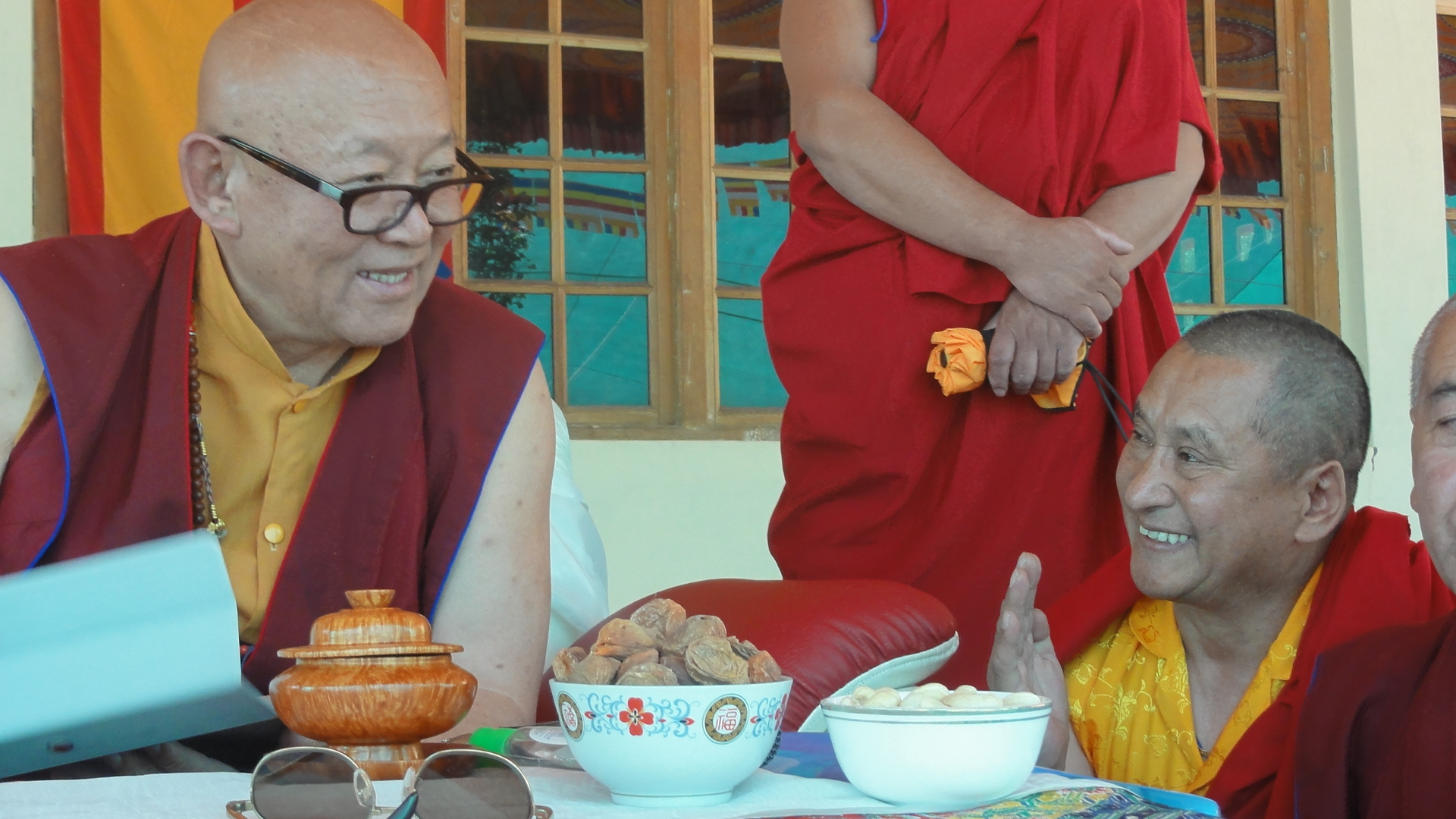
Drikung Chesang Rinpoché et Tharchin Rinpoché

 En 2005, près de la bibliothèque de Songtsen, Chetsang Rinpoché construisit le College for Higher Bouddhist Studies (Shedra), le Kagyu College.
En 2011, un terrain fut béni par des grands lamas Drikung Kaygu et par Drikung Kyabgon Chetsang dans le cœur de la lande de Lunebourg (Allemagne) pour y édifier le Centre de retraite de Milarépa, le principal centre de Drikung Kagyu en Europe. Ce lieu a été nommé en hommage au grand Yogi tibétain et poète Milarépa (1040-1123). Il est situé dans une ancienne ferme entourée de plus de 20 hectares de pâturages et de forêts où des Drubchen et la traditionnelle retraite de trois ans seront possibles.

### Biographie
- Elmar R. Gruber (de), From the Heart of Tibet: The Biography of Drikung Chetsang Rinpoche, the Holder of the Drikung Kagyu Lineage, Shambhala Publications, 2010  (ISBN 0834822296 et 9780834822290)